# Linnéa Lindström
Linnéa Feline Lindström (tidigare känd som David Lindström) född 2 januari 1995 i Borås, är en svensk skådespelare. 

## Biografi
Linnéa Lindström är barn till författaren Ulf Lindström. Inledningsvis ägnade hon sig åt musik och spelade bland annat piano innan hon började ägna sig åt skådespeleri.
Lindström har bland annat spelat rollen som Simon Nilsson i svenska dramaserien Blå ögon samt rollen som Sigurd Ormiöga i den internationella TV-serien Vikings. Hon har även varit verksam vid teatern och 2023 spelade hon en av huvudrollerna i Maktens diskreta charm på Dramaten.
2014 fick hon Borås Tidnings kulturstipendium, ett pris som hennes far tilldelades 1985.
Lindström kom ut som transperson och bytte då förnamn från David till Linnea.

## Filmografi
- 2013 – The Yearning Room (kortfilm)
- 2014–2015 – Blå ögon (TV-serie)
- 2016–2017 – Vikings (TV-serie)
- 2018 – Beck – Ditt eget blod
- 2018 – Maria Wern – Viskningar i vinden (TV-serie)
- 2020 – Tsunami (TV-serie)

## Teater

### Roller (ej komplett)
| År   | Roll  | Produktion                                              | Regi           | Teater            |
| ---- | ----- | ------------------------------------------------------- | -------------- | ----------------- |
| 2018 | ”D”   | Processen Franz Kafka                                   | Ragna Wei      | Borås stadsteater |
| 2022 | Annas | Jesus Christ Superstar Andrew Lloyd Webber och Tim Rice | Fredrik Rydman | Turné             |